# Brachysporium nigrum
Brachysporium nigrum är en svampart som först beskrevs av Heinrich Friedrich Link, och fick sitt nu gällande namn av S. Hughes 1958. Brachysporium nigrum ingår i släktet Brachysporium och familjen Trichosphaeriaceae.   Inga underarter finns listade i Catalogue of Life.